# 파르티잔의 노래
파르티잔의 노래(프랑스어: Le Chant des partisans 르 샹 데 파티상[*])는 1943년에 런던으로 망명한 러시아계 프랑스인 싱어송라이터 안나 마를리가 러시아 민요에서 영감을 얻어 작곡하고 작가 조세프 케셀과 모리스 드롱이 가사를 붙인 노래다. 자유 프랑스의 상징가이기도 하다.

## 같이 보기
- 자유 프랑스
- 프랑스군
- 라 마르세예즈(La Marseillaise)
- 출발의 노래(Le Chant du Départ)